# پادگرانش

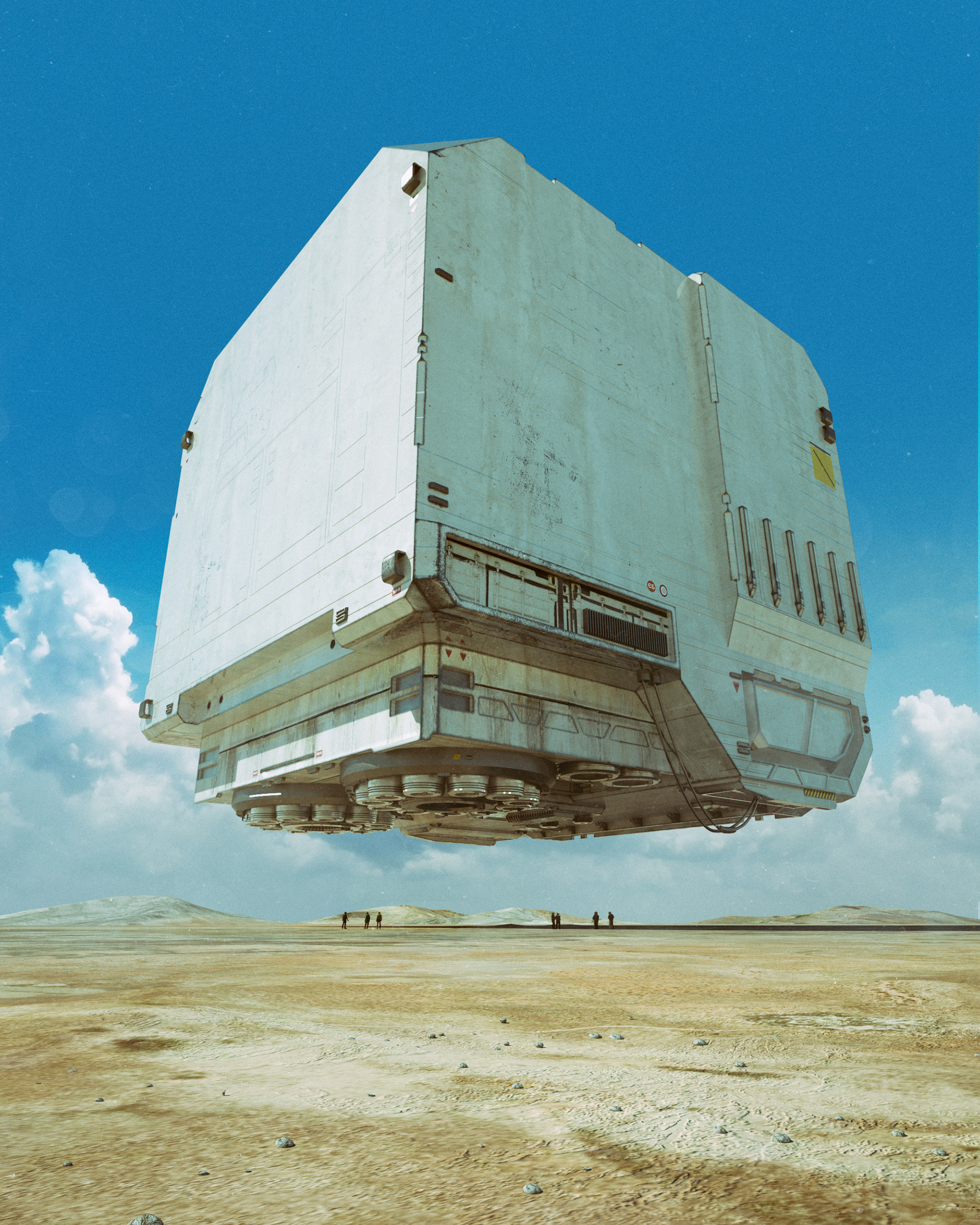
یک نمونه کامپیوتری پادگرانش؛ یک وسیله نقلیه شناور در بیابان.

پادگرانش، جاذبه منفی یا ضد جاذبه، ایدهٔ ایجاد شی یا مکانی است که در بند گرانش نباشد. این به معنی ایجاد حالت بی‌وزنی در شرایطی مانند سقوط آزاد، یا ایجاد تعادل در شرایط گرانش با استفاده از یک نیروی مخالف مانند نیروی مغناطیسی و خواص ایرودینامیک نیست، بلکه منظور خنثی‌سازی گرانش است به گونه‌ای که بر روی شی یا مکان مذکور بی‌اثر شود. در حیطه داستان‌های علمی–تخیلی و مخصوصاً در بحث نیروی محرکه فضاپیماها مفهوم ضد جاذبه یا پادگرانش یک مفهوم پر تکرار است. به عنوان مثال در کتاب نخستین انسانهای روی ماه نوشته اچ. جی. ولز از ماده‌ای به نام کیوریت نام برده شده‌است که قادر به مسدود کردن جاذبه است.

بر اساس قانون جهانی گرانش نیوتن، جاذبه یا گرانش یک نیروی خارجی بود که توسط واسطه‌ای ناشناخته منتقل می‌شد. در قرن بیستم مدل ارائه شده توسط نیوتن جای خود را به نسبیت عام انیشتین داد که در آن جاذبه دیگر یک نیرو نبود، بلکه نتیجه هندسه فضا-زمان بود. بر مبنای این تعریف جدید پادگرانش غیرممکن است مگر تحت شرایط ساختگی.